# Música acusmàtica
La música acusmàtica (del grec ἄκουσμα akousma, "percepció auditiva") és un tipus de música electroacústica composta per ser escoltada sense un referent visual. El terme fou utilitzat per primer cop pel compositor francès François Bayle el 1972.
Aquest pensament musical està vinculat a la música electroacústica, derivació directa de la música concreta (terme proposat per Pierre Schaeffer a finals dels anys 40), perquè la gran majoria d'obres purament acusmàtiques existeixen únicament com a gravacions d'àudios fixes.
La composició de la música acusmàtica té al so acusmàtic com l'aspecte musical central. Altres aspectes tradicionalment pensats com a "musicals" (com podrien ser la melodia, l'harmonia, el ritme i mètrica) poden estar presents, però generalment se li dona més importància a característiques del so com el timbre i l'espectre. Els materials per a la composició poden incloure sons derivats d'instruments musicals, veu, sons generats electrònicament, àudios que han estat manipulats usant processadors d'efectes, així com efectes de so i enregistraments de camp.
La música és produïda amb l'ajuda d'eines tecnològiques musicals, com ara gravadores digitals, processadors digitals de senyal i estacions de treball d'àudio digital. Usant aquesta tecnologia molts materials sonors poden ser combinats, juxtaposats i transformats de qualsevol manera concebible. En aquest context, el mètode de composició pot ser vist com un procés d'organització del so: un terme usat per primera vegada pel compositor francès Edgar Varèse.

## Origen
D'acord amb certs documents històrics, l'origen del terme acusmàtic pot ser rastrejat fins Pitàgores; es creu que el filòsof ensenyava als seus estudiants darrere d'una cortina perquè la seva presència no distragués del contingut de les seves lectures. Sota aquestes condicions, l'escolta s'enfocava en els sons produïts per augmentar el sentit de l'oïda.
El 1955, Jérôme Peignot i Pierre Schaeffer van ser els primers a usar el terme acousmatique per definir l'experiència d'escoltar música concreta. Hom diu que està derivat d'akousmatikoi, el cercle exterior dels deixebles de Pitàgores que només escoltaven al seu mestre parlar darrere d'un vel. De manera similar, un escolta música acusmàtica darrere del "vel" dels altaveus, sense veure la font sonora.

## Desenvolupament
En el context acadèmic, el terme música acusmàtica o art acusmàtic, ha guanyat un ús comú, particularment quan es refereix a la música concreta contemporània; però, hi ha disputa sobre si la pràctica acusmàtica es refereix a un estil de composició o a una manera d'escoltar el so. [5] Scruton defineix l'experiència del so com inherentment acusmàtica, com Lydia Goehr (1999) parafraseja, el món del so no és un espai en el qual podem entrar, és un món que tractem a distància.

## Pràctica interpretativa
Les composicions acusmàtiques són presentades, algunes vegades, a audiències com si es tractés d'un concert convencional, encara que sense músics. En un concert acusmàtic, el component del so és produït usant elements pre-gravats o generats en temps real utilitzant un ordinador. El material sonor és distribuït en el lloc mitjançant múltiples altaveus, mitjançant la pràctica de la difusió. El treball és normalment executat pel compositor (si està present), però el paper de l'intèrpret també pot ser assumit per algun altre practicant de l'art. Per proporcionar una guia sobre l'espacialització del treball per un intèrpret, molts compositors donen una partitura de difusió en la seva manera més simple, aquesta pot ser una representació gràfica del treball acusmàtic amb indicacions per manipulacions espacials, relatives a una línia de temps.

## Experiències acusmàtiques
En la música acusmàtica, els espectadors es veuen desafiats a distingir sons basant-se en les seves qualitats sonores i no en les seves fonts. Pierre Schaeffer escriu en Treatise on Musical Objects (Tractat d'Objectes Musicals):
«L'ocultació de les causes no resulta d'una imperfecció tècnica, ni és un procés de variació ocasional: es torna una condició prèvia, un posicionament deliberat en condició del subjecte. És cap a ell, llavors, la pregunta gira sobre: "Què estic escoltant ?, que està escoltant exactament?" en el sentit que un li demana al subjecte descriure la seva percepció com a tal i no les referències externes del so que percep».

## Estils i compositors/es
La música acusmàtica pot contenir sons amb fonts musicals reconeixibles, però també pot presentar fonts recognoscibles que estan més enllà de les fronteres tradicionals de la veu o la tecnologia instrumental. És igual de probable que sentim els sons d'un ocell o una fàbrica com els sons d'un violí. La tecnologia involucrada transcendeix la mera reproducció de sons. Tècniques de síntesi i processament de so són emprades, la qual cosa podria presentar-nos amb sons que són poc familiars i que es puguin qüestionar la seva font.
Les composicions acusmàtiques poden representar-se amb elements musicals familiars: acords, melodies i ritmes, els quals són fàcilment conciliables amb altres formes de música, però també poden presentar principis que no poden ser classificats amb una taxonomia musical tradicional.